# Mode en Allemagne
La mode en Allemagne, si elle ne dispose pas d'influence au niveau mondial, est source de plusieurs personnalités reconnues, telles Karl Lagerfeld ou Claudia Schiffer ainsi que de marques largement implantées internationalement comme Hugo Boss ou Esprit. Pour ces personnalités qui officient parfois pour des entreprises tierces, une grande part de leur réussite est liée à leur présence sur la scène européenne ou parisienne, ainsi que pour l'industrie, à l'exportation. La Semaine de la mode qui a lieu annuellement dans la Berlin voit grandir peu à peu son importance sur la scène européenne, y compris à travers des événements annexes tel que le Bread & Butter.

## Historique

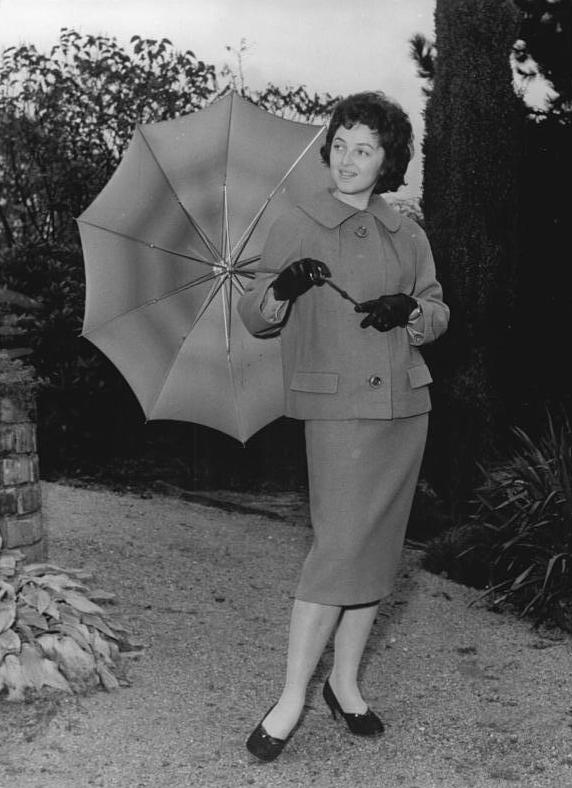
Photo de mode féminine allemande (1958).

Entre la Première et la Seconde Guerre mondiale, Berlin est un lieu qui compte dans la mode européenne, tenu par la communauté juive, jusqu'à ce que le régime nazi par son aryanisation fasse chuter cette prédominance,. Un Vogue Deutschland est même publié de façon éphémère. S'ensuit une longue période de « vide culturel ». Durant la Guerre, les nazis souhaitent transférer la maitrise parisienne, symbolisée par la haute couture, en Allemagne puis en Autriche : il faut alors toute l'énergie de Lucien Lelong de la Chambre syndicale de la haute couture pour maintenir cette activité en France.

### Influences

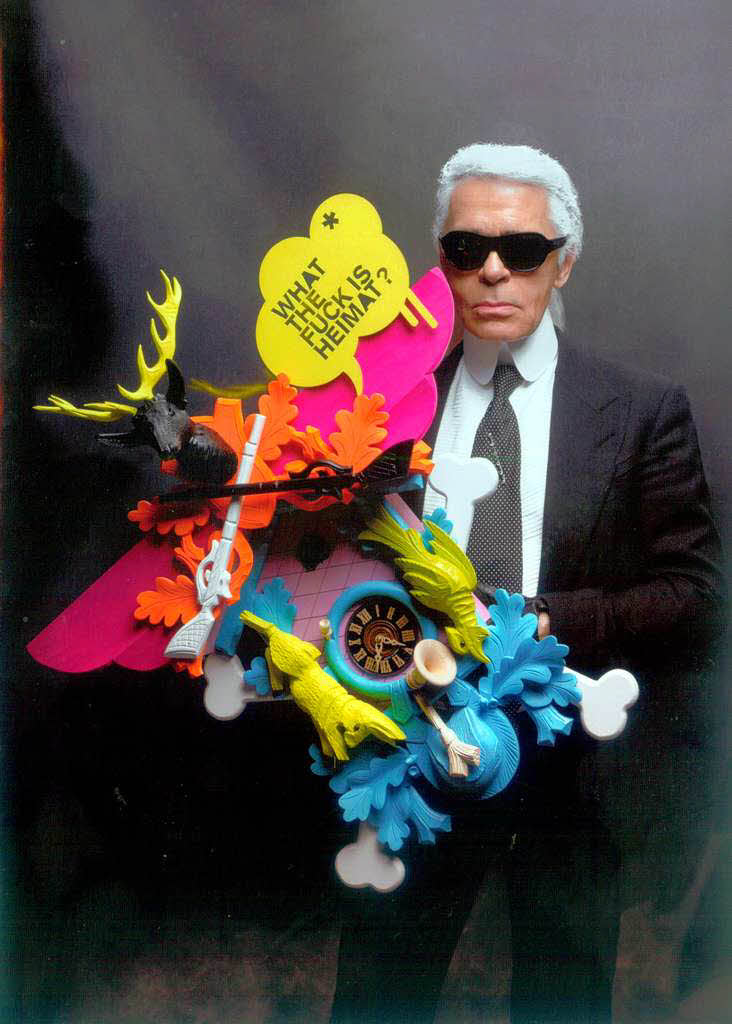
Karl Lagerfeld.

Si Berlin est classée par l'Unesco comme « Ville de design », celle-ci n'a aucune influence mondiale et n'est pas encore considérée comme une « Capitale de la mode »,,. « La situation serait peut-être différente si cette industrie avait su se choisir une capitale après la réunification, que ce soit Berlin, Hambourg, Munich, ou Düsseldorf, et elle serait aujourd’hui reconnue au niveau international. Mais nous en sommes encore très loin » analyse la responsable mode du Harper’s Bazaar local. La première Semaine de la mode — qui dure en fait quatre jours — organisée dans ce pays a lieu durant l'été 2007 et devient connue pour l'émergence de talents locaux. Même si Suzy Menkes — qui ne viendra qu'une unique fois — la décrit comme « énergique, », celle-ci n'arrive pas à atteindre la renommée mondiale des défilés organisés à Paris, Milan ou Londres. Le maire de Berlin, Klaus Wowereit, précise qu'« on ne peut pas comparer Berlin avec d’autres métropoles comme New York mais il est possible d’être complémentaire en apportant ce qui manque aux autres défilés. » Pourtant, localement, son impact dès 2007 est significatif dans les médias et son importance grandit peu à peu,,, ; malgré tout, elle reste peu fréquentée par les professionnels influents,, même la marque Hugo Boss n'y participe pas, préférant les États-Unis, alors que Jil Sander défile en Italie. Mercedes-Benz sponsorise un temps un événement durant la Fashion Week de New York en plus de Berlin. En parallèle de cette Fashion Week, il existe également divers salons spécialisés dont l'important Bread & Butter,, orienté vers le sportswear, streetwear et le prêt-à-porter quotidien avec ses centaines de marques représentées et qui se tient en Allemagne ou à l'étranger : « la Bread&Butter est unique en son genre, ce qu’il y a là à Berlin n’existe nulle part ailleurs par le nombre de distributeurs, de vendeurs et de promoteurs présents. » Autre événement en marge de la Fashion Week, le Premium marquant une évolution vers le haut de gamme ou encore le Thekey.to , sorte de « Journées de la mode écologique » : ces tendances écologistes, durant les dernières années, prennent par ailleurs une place prépondérante dans la mode allemande,. À côté de Berlin, Munich et Düsseldorf jouent également un rôle dans la mode allemande.

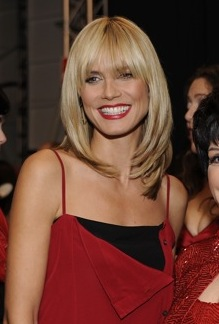
Heidi Klum.

Du fait de cette absence influence sur la scène mondiale, nombre de personnalités quittent le pays pour aller travailler à l'étranger, comme Juergen Teller ou Tomas Maier : « Personne ne se fait un nom dans l'industrie de la mode en restant en Allemagne. Ni hier ni aujourd'hui » écrit l'influent Der Spiegel. Pourtant les entreprises leader du marché obtiennent depuis longtemps une reconnaissance internationale, de la mode masculine d'Hugo Boss jusqu'à la mode minimaliste de Jil Sander, du groupe Escada à la réussite des techniques de distribution de Zalando. Mais la plupart de ces marques ne revendiquent jamais leurs origines comme l'explique la directrice d'Escada : « Nos racines sont bien allemandes, même si nous sommes une marque mondiale. La plus grande partie de nos revenus vient de l’étranger. » Plusieurs mannequins ont une carrière significative, à l'image de Claudia Schiffer, Heidi Klum qui présente une déclinaison locale de l'émission Top Model USA, Germany's Next Topmodel, Lena Gercke qui gagne ce même concours en 2006 et Barbara Meier en 2007, Diane Kruger qui débute à Paris, la pluridisciplinaire Eva Padberg, Toni Garrn souvent liée à la marque Calvin Klein, Julia Stegner dite « la petite fée », Tatjana Patitz l'une des Supermodels des années 1990 ou la grande Nadja Auermann.

### Le marché allemand de nos jours
L'économie de l'Allemagne est la plus puissante d'Europe. Le domaine de la mode est dynamique nationalement que ce soit par ses écoles ou son industrie et ses nombreuses entreprises. L'Allemagne exporte une grande part de sa production, principalement en Europe,. Mais si la fabrication et la diffusion internationale progresse, les ventes locales au détail stagnent malgré un marché tiré vers le haut de gamme.
La mode occupe une part importante des dépenses de consommation. Traditionnellement, beaucoup de ventes se font sur catalogues, par correspondance. « C’est un pays […] plutôt conservateur dans le domaine de la mode […] Il y a un préjugé, avéré exact, selon lequel les Allemands aiment les vêtements pratiques » peut-on lire dans le Welt am Sonntag. En chiffre d'affaires, trois marques dominent le marché : Adidas, Esprit et Hugo Boss.